# Henricus Tromp
Henricus Tromp (later Henricus van Hettinga Tromp) (Tanjung Pura, 19 maart 1878 - Etterbeek, 17 april 1962) was een Nederlands roeier. Hij vertegenwoordigde Nederland eenmaal op de Olympische Spelen en won bij die gelegenheid één medaille.
Klein maakte op 22-jarige leeftijd zijn olympisch debuut op de Olympische Spelen van 1900 in Parijs. Hij nam deel aan het roeionderdeel acht met stuurman. De Nederlandse ploeg kwalificeerde zich voor de finale door in de halve finale met overtuiging in 4.59,2 te finishen. In de finale moesten ze genoegen nemen met een derde plaats. Hun tijd van 6.23,0 werd onderboden door de "Vesper Boat Club" uit de Verenigde Staten (6.07,8) en de "Royal Club Nautique de Gand" uit België (6.13,8). Volgens trainer/coach Dr. Meurer zou dat verlies mede te wijten zijn aan een veel te zware stuurman in de Nederlandse boot "Minerva Amsterdam". Hiermee werd gedoeld op Herman Brockmann die 60 kg woog.
In zijn actieve tijd was hij aangesloten bij de Delftse studentenroeivereniging D.S.R.V. Laga. Hij was student mijnbouw en werd later mijn-ingenieur bij de Dienst Mijnbouw in Nederlands-Indië. Op 18 april 1925 liet hij, bij Gouvernementsbesluit, zijn naam veranderen in Henricus van Hettinga Tromp.

## Palmares

### roeien (acht met stuurman)
- 1900:  OS - 6.23,0

François Brandt · 
Johannes van Dijk · 
Roelof Klein · 
Ruurd Leegstra · 
Walter Meijer Timmerman Thijssen · 
Walter Middelberg · 
Hendrik Offerhaus · 
Henricus Tromp · 
Herman Brockmann (stuurman)